# Kawasaki 750 H2
La 750 H2 Mach IV est un modèle de moto sportive conçue et commercialisée par le constructeur japonais Kawasaki.
En septembre 1971, fort du succès de la 500 H1, Kawasaki commercialise un modèle qui reprend la même architecture moteur, mais avec plus de puissance, alliée à une partie-cycle plus aboutie.
Le moteur est un tricylindre deux temps de 748 cm3, donné pour 74 ch, presque 74 N m de couple et permettant 200 km/h en vitesse de pointe.
La boîte de vitesses comporte cinq rapports et un point mort « en bas », c'est-à-dire qu'il faut appuyer sur le sélecteur pour passer de la première au point mort.
La ligne générale de la moto est calquée sur celle de la 500. On trouve des sorties d'échappement asymétriques : deux pots côté droit, un seul à gauche. Le grand guidon offre une bonne maniabilité mais ne permet pas d'avoir une position de conduite confortable à haute vitesse.
La partie-cycle est également reprise de la 500 mais elle est largement améliorée pour encaisser la puissance supplémentaire. Les tubes du cadre sont de plus grosse section, le modeste frein à tambour à l'avant est remplacé par un disque de 296 mm de diamètre, avec la possibilité d'en monter un second et un amortisseur de direction est proposé de série.
En juin 1972, le modèle subit quelques modifications et devient la 750 « H2A ».
En septembre 1973, la ligne est retouchée et la puissance tombe à 71 ch. La fourche gagne deux centimètres de débattement et l'ensemble de la moto prend de l'embonpoint.
Le gros inconvénient de la H2 est sa consommation : le moteur réclame plus de 10 L de supercarburant aux 100 km.
Aux États-Unis, son surnom est : « La moto la plus rapide du monde… entre deux pompes à essence » car son autonomie est d'à peine une centaine de miles (160 km) en conduite sportive.
La Kawasaki 750 H2 est l'arme absolue en course de côte et en formule de promotion, et les machines quatre temps mettront du temps à l'évincer, même après l'arrêt de la production.
Une version course, à refroidissement liquide, la « H2R » (comme Racing), a été produite et a obtenu des succès mais pas de titre en formule FIM 750 à Daytona, pilotée notamment par le Britannique Barry Ditchburn et le Canadien Yvon Duhamel (en). Le problème de l'autonomie se posait aussi en course, avec un réservoir surdimensionné pour pouvoir couvrir la distance d'une manche de championnat sans ravitailler. Les pilotes devaient faire leurs chronos d'essai avec des réservoirs contenant seulement quelques litres. En course et avec le plein, la machine était très piégeuse en début de manche et ne devenait vraiment efficace qu'une fois la majeure partie du carburant consommée.
La crise pétrolière et les normes antipollution auront raison de sa carrière et sa production s'arrête en 1975 avec la H2C.

## Dans les media
La Kawasaki 750 H2 fait un certain nombre d'apparitions au cinéma ou à la télévision :
- Miou-Miou en pilote une dans Quelques messieurs trop tranquilles[2].
- Helmut Berger travaille plus ou moins honnêtement dans un casino pour en acquérir une dans Les Voraces.
- Alain Delon fausse compagnie aux forces de l'ordre au guidon d'une 750 H2B de 1974 dans Le Gitan, film de José Giovanni en 1975[3].
- Jean-Raoul Ducable, un des motards de la bande dessinée Joe Bar Team, pilote une 750 H2.
- Gaspard Sarini, le héros de la série BD Rider on the Storm[Quoi ?].
- Elle fait l'objet d'une rétrospective en 2022 dans l'émission High Side sur la chaîne L'Équipe Moteur.
- Il s'agit de la moto du personnage principal du manga great teacher Onizuka, Eikichi Onizuka